# Richard Stebbins
Richard Stebbins (Richard Vaughn „Dick“ Stebbins; * 14. Juni 1945 in Los Angeles) ist ein ehemaliger amerikanischer Sprinter und Olympiasieger.
1964 qualifizierte er sich über 200 Meter als Zweiter der US-Ausscheidungskämpfe für die Olympischen Spiele in Tokio, bei denen er den siebten Platz belegte. In der 4-mal-100-Meter-Staffel gewann er zusammen mit seinen Teamkollegen Paul Drayton, Gerry Ashworth und Bob Hayes die Goldmedaille in der Weltrekordzeit von 39,0 s.
Der 1,80 m große und 68 kg schwere Athlet versuchte später eine Profikarriere im American Football, erhielt aber keinen Vertrag. Stattdessen wurde er Lehrer an einer Mittelschule in Elkridge (Maryland).